# Seznam švedskih feldmaršalov
Seznam švedskih feldmaršalov zajema 77 feldmaršalov glede na njihovo postavitev.
- Evert Horn (1614)
- Jesper Mattson Cruus af Edeby (1615)
- Carl Carlsson Gyllenhielm (1616)
- Herman Wrangel (1621)
- Gustaf Horn (1628)
- Åke Henriksson Tott (1631)
- Dodo Knyphausen (1633)
- Johan Banér (1634)
- Alexander Leslie (1636)
- Lennart Torstenson (1641)
- Carl Gustaf Wrangel (1646)
- Lars Kagg (1648)
- Gustaf Adolf Lewenhaupt (1655)
- Hans Christoff von Königsmarck (1655)
- Arvid Wittenberg (1655)
- Gustaf Otto Stenbock (1656)
- Axel Lillie (1657)
- Robert Douglas (1657)
- Gustaf Banér (1663)
- Henrik Horn (1665)
- Clas Åkesson Tott mlajši (1665)
- Christoff Delphicus zu Dohna (1666)
- Simon Grundel-Helmfelt (1668)
- Fabian von Fersen (1675)
- Axel Julius De la Gardie (1675)
- Conrad Mardefelt (1675)
- Otto Wilhelm von Königsmarck (1676)
- Rutger von Ascheberg (1678)
- Nils Bielke (1690)
- Jacob Johan Hastfer (1690)
- Erik Dahlbergh (1693)
- Axel Wachtmeister (1693)
- Otto Wilhelm von Fersen (1693)
- Jurgen Mellin (1696)
- Carl Gustaf Rehnskiöld (1706)
- Nils Gyllenstierna af Fogelvik (1709)
- Magnus Stenbock (1713)
- Carl Mörner af Morlanda (1717)
- Carl Gustaf Dücker (1719)
- Erik Sparre af Sundby (1719)
- Gustaf Adam Taube (1719)
- Berndt Otto Stackelberg starejši (1727)
- Göran Silfverhielm (1734)
- Hugo Johan Hamilton (1734)
- Johan Christoffer von Düring (1751)
- Mattias Alexander von Ungern-Sternberg (1753)
- Carl Henrik Wrangel (1754)
- Georg Bogislaus Staël von Holstein (1757)
- Gotthard Vilhelm Marks von Würtemberg (1763)
- Axel von Fersen starejši (1770)
- Augustin Ehrensvärd (1772)
- Samuel Gustaf Stierneld (1772)
- Fredrik Vilhelm von Hessenstein (1773)
- Berndt Otto Stackelberg mlajši (1778)
- Johan August Meijerfeldt mlajši (1790)
- Johan Kristoffer Toll (1807)
- Wilhelm Mauritz Klingspor (1808)
- Curt von Stedingk (1811)
- Hans Henric von Essen (1811)
- Carl Carlsson Mörner af Tuna (1816)
- Fabian Wrede (1816)
- Johan August Sandels (1824)
- Carl Gustav Rehnskiöld